# Komi-zyriène
Le komi-zyriène  est une langue permienne parlée par environ 156 000 personnes au nord de la Russie d'Europe, principalement dans la république des Komis, et par voisinage en Iamalie et dans l'oblast d'Arkhangelsk. C'est une des variétés standardisées de la langue komie, avec le komi-permiak et le komi-iazva, et la plus répandue d'entre elles. Elle s'écrit avec l'alphabet cyrillique. Elle est langue officielle avec le russe dans la république des Komis, sous la simple dénomination de komi (коми кыв komi kyv ou коми komi).

## Alphabet
| А а | Б б | В в | Г г | Д д | Е е | Ё ё |
| Ж ж | З з | И и | І і | Й й | К к | Л л |
| М м | Н н | О о | Ӧ ӧ | П п | Р р | С с |
| Т т | У у | Ф ф | Х х | Ц ц | Ч ч | Ш ш |
| Щ щ | Ъ ъ | Ы ы | Ь ь | Э э | Ю ю | Я я |